# Hoogvoorde (gebouw)
Hoogvoorde is een kantoorgebouw in de Zuid-Hollandse plaats Rijswijk. Het is een van de bouwwerken in Nederland die gebouwd zijn volgens het jackblocksysteem. 
Het gebouw, in het verleden Gebouw L geheten, is 80 meter hoog. Het werd ontworpen door Jan Lucas van het architectenbureau Lucas & Niemeijer en in 1971 opgeleverd. De eerste gebruiker was het Ministerie van Cultuur, Recreatie en Maatschappelijk Werk, dat verhuisde vanuit het eerder gebouwde Gebouw M (tegenwoordig De Generaal genoemd) verderop aan de Steenvoordelaan. Dit gebouw uit 1966 ligt aan de noordzijde van het winkelcentrum In de Bogaard en werd ook volgens het jackblocksysteem gebouwd. De Generaal is 18 meter lager dan Hoogvoorde.
Het interieur van Hoogvoorde leidde in 1976 tot enige ophef omdat ambtenaren tussen een paar geschilderde gespreide vrouwenbenen de lift moesten betreden.  Nadat de opvolger van dit ministerie, het Ministerie van Volksgezondheid, Welzijn en Sport in 1998 uit Rijswijk was vertrokken, werd het gebouw ingrijpend verbouwd en uiterlijk gerenoveerd. De architect van de renovatie was Anoul Bouwman destijds werkzaam bij Alynia-Lerou architecten. Na de oplevering in 2003 werden het stadhuis van Rijswijk en diverse kantoren in het pand gevestigd. 
Het gebouw ligt aan het Bogaardplein tegen het winkelcentrum In de Bogaard aan. 

## Ministeries in Hoogvoorde
Ministerie van CRM (1971-1982)
- Piet Engels, KVP, Kabinet-Biesheuvel I en II (1971-1973)
- Harry van Doorn, PPR, Kabinet-Den Uyl (1973-1977)
- Til Gardeniers-Berendsen, CDA (KVP), Kabinet-Van Agt I  (1977-1981)
- André van der Louw, PvdA, Kabinet-Van Agt II (1981-1982)
- Hans de Boer CDA (ARP), Kabinet-Van Agt III (1982)

Ministerie van WVC (1982-1994)
- Elco Brinkman, CDA, Kabinet-Lubbers I en II (1982-1989)
- Hedy d'Ancona, PvdA, Kabinet-Lubbers III (1989-1994)

Ministerie van VWS (1994-1998)
- Els Borst, D66, Kabinet-Kok I (1994-1998)